# A Flight to Remember
«A Flight to Remember» (с англ. — «Незабываемый полёт») — десятый эпизод первого сезона «Футурамы». Впервые показан в Северной Америке 26 сентября 1999 года.

## Сюжет
Вернувшись с миссии на планете Каннибалон, Фрай, Лила и Бендер заявляют профессору Фарнсворту о своём увольнении. Но передумывают после того, как профессор сообщил им о запланированном отдыхе: круизе на первом рейсе самого большого космического прогулочного корабля, который когда-либо был построен — «Титанике».
Когда команда Планетного Экспресса поднялась на борт, их остановил почётный капитан рейса Зепп Бранниган. Он снова пытается соблазнить Лилу, как это было на их последней встрече. В попытке предотвратить нежелательные действия Браннигана, Лила заявляет, что она помолвлена с Фраем.
По дороге в их каюту Бендер встречает графиню де ла Рока.
Тем временем на мостике Бранниган строит новый маршрут для корабля, который пролегает через толпу комет и чёрных дыр. В Буфете Эми неожиданно встречает своих родителей: Лео и Инез, которые незамедлительно пытаются свести Эми с непривлекательным толстяком. Чтобы спастись, Эми заявляет родителям, что у неё уже есть парень.
Бендер заводит роман с графиней, сцены которого — прямые пародии на сцены из фильма «Титаник» с Леонардо Ди Каприо.

Олимпийские игры 2980 года

Возле бассейна проводятся соревнования по лимбо. Гермес тоже хочет участвовать, но отказывается, вспомнив трагический эпизод двадцатилетней давности. Тогда он был членом Земной Олимпийской команды 2980 года, но на поле выбежал мальчик, который хотел быть таким же, как его герой — Гермес. Он попытался пройти под перекладиной и сломал спину. С тех пор Гермес не занимался лимбо.
Зепп Бранниган объявляет Лилу победительницей, несмотря на то, что она даже не участвовала. В качестве приза её и Фрая пригласили на обед у капитанского стола. К несчастью для Фрая, на обеде вместе присутствуют Зепп и родители Эми. Фрай сидит между Лилой и Эми. Зепп начинает что-то подозревать и требует, чтобы Фрай поцеловал свою женщину. Родители Эми требуют того же. Однако, перед тем как фальшивые отношения раскрылись, Киф вызывает Браннигана на мостик. Новый маршрут вверг корабль в катастрофу. Пытаясь исправить ситуацию, Зепп направляет корабль в чёрную дыру. Осознав опасность, Бранниган назначает Кифа капитаном, чтобы он остался на мостике, пока корабль гибнет, а сам Зепп тем временем спасся. Бендер бросается на помощь графине, остальная часть команды бросается к спасательным капсулам.
Тем временем дверь шлюза начинает закрываться, блокируя выход. Зойдбергу своими клешнями удаётся остановить дверь до полного закрытия, но никто не сможет пройти через отверстие. Никто, кроме Гермеса, который обратился к своим старым способностям и прошёл через проход, чтобы открыть дверь другим. У спасательных капсул они встретили родителей Эми, которые нашли ей нового парня, Кифа. Киф и Эми незамедлительно влюбляются друг в друга, так начинаются их взаимоотношения, которые длятся весь сериал. Не дождавшись Бендера, друзья стартуют с корабля. Бендер прыгает с «Титаника» вместе с графиней. Ему удаётся достать до капсулы, но графиня жертвует собой, чтобы другие могли спастись. Войдя в капсулу, Бендер с разбитым горем говорит, что у него будет её бриллиантовый браслет, чтобы напомнить ему о ней. Затем Бендер сразу же спрашивает Гермеса, чего оно стоит, который затем исследует его и говорит Бендеру, что это ненастоящее, из-за чего Бендер снова впал в отчаяние.